# Lista de governantes atuais por tempo de governo
Esta lista de governantes atuais por tempo no cargo engloba os governantes incumbentes de Estados não-monárquicos que estão no poder há, no mínimo, dez anos; sejam chefes de Estado ou chefes de governo. No entanto, exclui-se sumariamente chefes de monarquias, governantes depostos ou já falecidos e governantes que assumiram o poder mais de uma vez alternadamente. Sendo assim, lista contabiliza somente mandatos ininterruptos. 
Alguns indivíduos listados abaixo não representam necessariamente figuras de maior poder proeminência em seus respectivos países. Alguns governantes listados governam de forma não contínua, sendo considerada a data de posse ou ascensão ao cargo presente. São desconsiderados cargos anteriores ou simultâneos de menor tempo de duração. 

## Lista
| Governante | Governante                | Estado                   | Cargo político                  | Início do mandato      | Tempo de governo            | Ref.        |
| ---------- | ------------------------- | ------------------------ | ------------------------------- | ---------------------- | --------------------------- | ----------- |
|            | Paul Biya                 | Camarões                 | Presidente Primeiro-ministro    | 30 de junho de 1975    | 50 anos, 1 mês e 4 dias     | [ 1 ] [ 2 ] |
|            | Teodoro Obiang            | Guiné Equatorial         | Presidente                      | 3 de agosto de 1979    | 46 anos                     | [ 1 ] [ 2 ] |
|            | Ali Khamenei              | Irão                     | Presidente Líder Supremo do Irã | 13 de outubro de 1981  | 43 anos, 9 meses e 21 dias  | [ 3 ]       |
|            | Yoweri Museveni           | Uganda                   | Presidente                      | 26 de janeiro de 1986  | 39 anos, 6 meses e 8 dias   | [ 1 ] [ 2 ] |
|            | Isaias Afewerki           | Eritreia                 | Presidente                      | 27 de abril de 1991    | 34 anos, 3 meses e 7 dias   | [ 1 ] [ 2 ] |
|            | Emomali Rahmon            | Tajiquistão              | Presidente                      | 20 de novembro de 1992 | 32 anos, 8 meses e 14 dias  | [ 4 ]       |
|            | Aleksandr Lukashenko      | Bielorrússia             | Presidente                      | 20 de julho de 1994    | 31 anos e 14 dias           | [ 5 ]       |
|            | Denis Sassou Nguesso      | República do Congo       | Presidente                      | 25 de outubro de 1997  | 27 anos, 9 meses e 9 dias   | [ 1 ] [ 2 ] |
|            | Ismaïl Omar Guelleh       | Djibuti                  | Presidente                      | 8 de maio de 1999      | 26 anos, 2 meses e 26 dias  |             |
|            | Vladimir Putin            | Rússia                   | Presidente                      | 9 de agosto de 1999    | 25 anos, 11 meses e 25 dias |             |
|            | Paul Kagame               | Ruanda                   | Presidente                      | 24 de março de 2000    | 25 anos, 4 meses e 10 dias  | [ 1 ] [ 2 ] |
|            | Ralph Gonsalves           | São Vicente e Granadinas | Primeiro-ministro               | 29 de março de 2001    | 24 anos, 4 meses e 5 dias   |             |
|            | Recep Tayyip Erdoğan      | Turquia                  | Primeiro-ministro Presidente    | 14 de março de 2003    | 22 anos, 4 meses e 20 dias  |             |
|            | Ilham Aliyev              | Azerbaijão               | Presidente                      | 4 de agosto de 2003    | 21 anos, 11 meses e 30 dias |             |
|            | Shavkat Mirzioev          | Uzbequistão              | Presidente Primeiro-ministro    | 12 de dezembro de 2003 | 21 anos, 7 meses e 22 dias  |             |
|            | Roosevelt Skerrit         | Dominica                 | Primeiro-ministro               | 8 de agosto de 2004    | 20 anos, 11 meses e 26 dias |             |
|            | Mahmoud Abbas             | Palestina                | Presidente                      | 15 de janeiro de 2005  | 20 anos, 6 meses e 19 dias  |             |
|            | Faure Gnassingbé          | Togo                     | Presidente                      | 4 de maio de 2005      | 20 anos, 2 meses e 30 dias  |             |
|            | Salva Kiir Mayardit       | Sudão do Sul             | Presidente                      | 30 de julho de 2005    | 20 anos e 4 dias            | [ 6 ]       |
|            | Daniel Ortega             | Nicarágua                | Presidente                      | 10 de janeiro de 2007  | 18 anos, 6 meses e 24 dias  | [ 7 ]       |
|            | Alassane Ouattara         | Costa do Marfim          | Presidente                      | 4 de dezembro de 2010  | 14 anos, 7 meses e 30 dias  |             |
|            | Viktor Orbán              | Hungria                  | Primeiro-ministro               | 29 de maio de 2010     | 15 anos, 2 meses e 5 dias   |             |
|            | Michael Higgins           | Irlanda                  | Presidente                      | 11 de novembro de 2011 | 13 anos, 8 meses e 23 dias  |             |
|            | Kim Jong-un               | Coreia do Norte          | Secretário-Geral                | 11 de abril de 2012    | 13 anos, 3 meses e 23 dias  |             |
|            | Xi Jinping                | China                    | Secretário-Geral Presidente     | 15 de novembro de 2012 | 12 anos, 8 meses e 19 dias  |             |
|            | Nicolás Maduro            | Venezuela                | Presidente                      | 5 de março de 2013     | 12 anos, 4 meses e 29 dias  |             |
|            | Abdoulkader Kamil Mohamed | Djibuti                  | Primeiro-ministro               | 1 de abril de 2013     | 12 anos, 4 meses e 2 dias   |             |
|            | Edi Rama                  | Albânia                  | Primeiro-ministro               | 15 de setembro de 2013 | 11 anos, 10 meses e 19 dias |             |
|            | Kokhir Rasulzoda          | Tajiquistão              | Primeiro-ministro               | 23 de novembro de 2013 | 11 anos, 8 meses e 11 dias  |             |
|            | Aleksandar Vučić          | Sérvia                   | Primeiro-ministro Presidente    | 28 de abril de 2014    | 11 anos, 3 meses e 6 dias   |             |
|            | Narendra Modi             | Índia                    | Primeiro-ministro               | 26 de maio de 2014     | 11 anos, 2 meses e 8 dias   |             |
|            | Abdel Fatah al-Sisi       | Egito                    | Presidente                      | 8 de junho de 2014     | 11 anos, 1 mês e 26 dias    |             |
|            | Gaston Browne             | Antígua e Barbuda        | Primeiro-ministro               | 13 de junho de 2014    | 11 anos, 1 mês e 21 dias    |             |
|            | Sergio Mattarella         | Itália                   | Presidente                      | 3 de fevereiro de 2015 | 10 anos e 6 meses           |             |